# Kelli Hand
Kelley Hand alias Kelli Hand oder K. Hand (* 15. September 1964 in Detroit; † 3. August 2021 ebenda) war eine US-amerikanische Techno-Musikerin und DJ. Sie veröffentlichte auch unter weiteren Pseudonymen wie By Kely, Etat Solide, Gorsch, Messenger und Queen Mecca.

## Leben
Hand wurde in Detroit, Michigan geboren und wuchs dort auch auf. Sie begann in den 1980er Jahren in Detroit ihre Karriere als DJ. 1990 gründete sie ihr eigenes Label Acacia Records. In den frühen 1990er Jahren erschienen erste Singles und EPs. International wurde sie in der Techno-Szene 1994 durch ihre auf dem britischen Label Warp Records veröffentlichte Single Global Warning bekannt. 1995 veröffentlichte sie ihr Debütalbum On A Journey.
Im gleichen Jahr verließ Hand Detroit und zog nach Atlanta, kehrte allerdings zwei Jahre später wieder zurück.
1997 erschienen weitere Alben auf !K7 Records, Substance und Ausfahrt. Mit Detroit History Part 1 veröffentlichte sie 2001 auf Tresor ein neues Album anlässlich des von Carl Craig kuratierten Detroit Electronic Music Festival (DEMF).

## Diskografie (Auswahl)
Alben
- 1995: K. Hand – On A Journey (!K7 Records)
- 1997: K. Hand – The Art Of Music (Studio !K7)
- 1997: K-Hand – Ready For The Darkness (Substance)
- 1997: K-Hand – Soul (Ausfahrt)
- 1998: K-Hand – Fantasy (Ausfahrt)
- 2000: K. Hand – Salsafied (Ausfahrt)
- 2001: K. Hand – Detroit History Part 1 (Tresor)

Singles & EPs
- 1990: Etat Solide – Think About It (UK House Records)
- 1992: Etat Solide feat. Zoey – No Heartbreaks (Acacia Records)
- 1993: K. Hand – Ba Da Bing (Acacia Records)
- 1993: K Hand featuring Rhythm Formation – Rhythm Is Back  (Acacia Records)
- 1993: K. Hand / Claude Young – Everybody / You Give Me (Acacia Records)
- 1993: K. Hand – Not Giving Up (Acacia Records)
- 1993: K. Hand – From The "I Fucked All Week" Guy (Acacia Records)
- 1993: K. Hand – Rodeo / The Tunnel (Global Cuts)
- 1993: K. Hand feat. Zoey – I Do (Acacia Records)
- 1994: K. Hand – The Saints Go Marching On (Global Cuts)
- 1994: K Hand – Global Warning (Warp Records)
- 1994: K. Hand – Everybody (EC Records)
- 1995: Etat Solide – Living For Another (UK House Records)
- 1995: K. Hand – Project #1 (Acacia Records)
- 1995: K. Hand – Project #2 (Acacia Records)
- 1995: K. Hand – Project #3 (Acacia Records)
- 1995: K. Hand – Project #4 (Acacia Records)
- 1995: K. Hand – Acid Nation (Loriz Sounds)
- 1995: K. Hand – Groove E.P. (Radikal Fear)
- 1996: K. Hand – On A Mission (Studio !K7)
- 1996: K Hand – The Project EP (D:Tour)
- 1996: K Hand – The Next Project EP (D:Tour)
- 1996: K. Hand – Unreleased Project (Acacia Records)
- 1997: KMH – Right Now EP (M.C. Projects)
- 1997: K. Hand – Mayday EP (Acacia Records)
- 1997: K. Hand / Graffiti – Roots / Graffiti’s Theme (Sublime Records)
- 1997: K. Hand – Project #5 (Acacia Records)
- 1997: K. Hand – Horizon (Substance)
- 1997: K. Hand – All Over The World (Acacia Records)
- 1997: K. Hand – Spice EP (Acacia Records)
- 1997: K. Hand – Flashback EP (Acacia Records)
- 1997: K. Hand – Sounds (Hyperspace)
- 1997: K. Hand – Project 69 EP (Acacia Records)
- 1998: K. Hand – Sweet Love (Fourone1 Records)
- 1998: By Kely – The Bomb (Re-load Records)
- 1999: K. Hand – Do It (Distance)
- 1999: K Hand – Pimps & Freaks (Remote Recordings)
- 1999: K. Hand – Good Love (Maffia Music)
- 1999: K-Hand – Baby All I Want (School Records)
- 1999: K. Hand – Supernatural (Pandamonium)
- 2000: Kely – Active X EP (Future Frontier)
- 2000: K. Hand – Traxx For Daze Vol.1 (Push & Pull)
- 2000: K. Hand – Clap Yo Hands (Loveslap! Recordings)
- 2000: K. Hand – Better Believe (Maffia Music)
- 2001: K. Hand – Sex On The Dancefloor EP (Loveslap! Recordings)
- 2002: K. Hand – Tools Vol.1 (Acacia Records)
- 2003: Kelli Hand – Afterhour (Sino)
- 2003: K. Hand – Get Down (Loveslap! Recordings)
- 2004: Kelli Hand – Moody Life EP (Third Ear Recordings)
- 2007: Messenger aka K-Hand – Wanderer (Underground Liberation)
- 2008: K-Hand – These Sounds Lead The Way EP (Gorsch)
- 2008: K-Hand – Feel (Acacia Records)
- 2009: K-Hand & Kero – Dat Roit EP (Kerohand)
- 2009: K-Hand – Red Dog EP (Gorsch)
- 2009: Kelli Hand – Silent Answer EP (Acacia Records)
- 2010: K-Hand & Kero – Content EP (Kerohand)
- 2010: Eddie Richards & K-Hand – Someday / Flashback (Bla Bla Records)
- 2013: K Hand – Funky Tonight (Third Ear Recordings)
- 2015: K Hand – Do It Again (Dockside Records)
- 2015: K Hand – Intuition EP (Acacia Records)
- 2017: K Hand – Project 6 EP (Acacia Records)